# DB coach
Les coachs DB HBR5 et HBR4 sont des automobiles produites par D.B entre 1952 et 1959.
Le concept de DEUTSCH-BONNET est simple une voiture ultra légère avec un petit moteur.

## Coach DB (1952 - 1954)
Le coach DB est un petit coupé sportif (460 kg) dessiné par Antem à partir d'avril 1952 sur la base d'un châssis D.B à poutre centrale. Équipé du bicylindre Panhard refroidi par air de 745 cm3, il atteint 160 km/h. Les carrosseries seront réalisées en matière synthétique en petite série chez Chausson.
Le coach DB remporte le Tour de France automobile 1952.
À partir du Salon de Paris 1952, la carrosserie revue par Frua reçoit des pare-chocs et une vitre arrière latérale rallongée. Une version à surpresseur apparaît.
Aux 70 exemplaires de la première version, s'ajoutent 60 coachs Frua.

## Coach HBR 5 (1954 - 1959)
Pour les articles homonymes, voir HBR.
Au Salon de Paris 1954, le nouveau coach HBR 5 avec des projecteurs escamotables.
Les initiales HBR ont la signification suivante:

Il s'agit des codes de la Fédération internationale du sport automobile régissant les courses automobiles.
- Le "H" correspond à la catégorie des voitures de sport  dont la cylindrée est comprise entre 500 et 750 cm3.
 Lorsque la cylindrée montera à 851 cm3  l'initiale "H" aurait dû être remplacée par l'initiale "G" (cylindrée comprise entre 750 et 1 000 cm3), cependant pour la clientèle, Deutsch et Bonnet jugèrent qu'il était préférable de conserver l'appellation  bien connue.
- Le "B" correspond aux voitures biplaces.
- Le "R" correspond aux voitures pouvant circuler sur la route.

En 1958, la gamme se compose ainsi:
- HBR 4: moteur 4 CV (fiscaux), 745 cm3
- HBR 5 standard: moteur 5 CV (fiscaux), 851 cm3, 42 ch (réels, normes SAE), vitesse maxi 155 km/h.
- HBR 5 «Rallye Luxe»: moteur 5 CV (fiscaux), 851 cm3, 52 ch (réels, normes SAE) amélioré par Bonnet, vitesse maxi 165 km/h. Le moteur 745 cm3 Rallye est en option.

Tous les modèles possèdent un châssis poutre, un train avant triangulé et une boîte de vitesses entièrement synchronisée.
La carrosserie recevra plusieurs modifications: l'arête central du capot est supprimée en juin 1956, les pare-chocs sont intégrés en février 1957, les charnières de la porte du coffre sont apparentes en mars, les projecteurs sont fixes sous bulle en décembre et la plage des pare-chocs est augmentée en janvier 1959. À cette date, une version «Grand Luxe» bénéficie d'un double pare-chocs tubulaire à l'avant. Elle peut recevoir un toit transparent Vistadome, emprunté aux  Simca Vedette.
La fabrication du coach HBR 5 s'arrêta à l'automne 1959.
Cependant, en 1960 et 1961, les ventes se prolongent avec le coach surbaissé «Super-Rallye»  à moteur 954 cm3 70 ch réels (normes SAE) à double allumage (il y a deux bougies par cylindre). Ce moteur possédait également deux carburateurs double corps ce qui équivalait à quatre carburateurs pour deux cylindres. Dix exemplaires ont été fabriqués.
Au total, 660 coachs HBR 5 ont été vendus jusqu'en 1961.